# Каэтано, Омар
Ома́р Каэта́но (исп. Omar Caetano Otero; 8 ноября 1938, Монтевидео — 2 июля 2008, Монтевидео) — уругвайский футболист, участник двух чемпионатов мира. Почти всю клубную карьеру провёл в «Пеньяроле».

## Биография
Омар Каэтано начинал играть в команде «Канильитас», затем попал в футбольную академию «Пеньяроля». Дебютировал в основе этого клуба в 1961 году, и выступал за «угольщиков» до 1975 года. За это время он девять раз выигрывал первенство Уругвая, в 1961 и 1966 годах завоёвывал Кубок Либертадорес, в 1966 году завоевал и Межконтинентальный кубок. По состоянию на 2013 год Каэтано удерживает первое место по количеству проведённых игр в класико Уругвая против «Насьоналя» — 57 матчей.
В 1975 году уехал в США, где непродолжительное время выступал в одной команде в Пеле в нью-йоркском «Космосе». Провёл за «Космос» 8 матчей в NASL и по окончании сезона завершил карьеру футболиста.
Омар Каэтано выступал за сборную Уругвая с 1965 по 1969 год. Он играл в двух успешных для Селесте отборочных турнирах к чемпионатам мира 1966 и 1970 годов. В 1966 году был игроком основы на чемпионате мира в Англии, где уругвайцы дошли до ¼ финала. В 1970 году уругвайцы играли не так ярко, как четырьмя годами ранее, но сумели занять в Мексике четвёртое место. На том турнире Каэтано был в заявке сборной, но на поле не появлялся.
Всего за сборную Уругвая с 1965 по 1969 год Омар Каэтано провёл 29 матчей.
После завершения карьеры футболиста Каэтано стал работать в родном «Пеньяроле», тренировал детские и юношеские команды. В частности, в последние годы жизни возглавлял восьмую и девятую команды «Пеньяроля».

## Титулы и достижения
- Чемпион Уругвая (9): 1961, 1962, 1964, 1965, 1967, 1968, 1973, 1974, 1975
- Победитель Кубка Либертадорес: 1966
- Победитель Межконтинентального кубка: 1966
- Победитель Лигильи Уругвая (2): 1974, 1975